# Partit Comunista del Poble de Catalunya
El Partit Comunista del Poble de Catalunya (PCPC, en castellano Partido Comunista del Pueblo de Cataluña) es un partido comunista de Cataluña, que trabaja conjuntamente con el Partido Comunista de los Pueblos de España (PCPE). Su objetivo fundamental es una república socialista en España, en la que se den procesos de autodeterminación en las diferentes realidades nacionales como Cataluña. Sus juventudes hasta 2017 fueron los Joves Comunistes del Poble Català (CJC-JCPC, Jóvenes Comunistas del Pueblo Catalán), representantes en Cataluña de los CJC, juventudes del PCPE. Se desvincularon del PCPC tras la ruptura en el seno del PCPE. Los JCPC, mayoritariamente partidarios de Ástor García, se alinearon en torno al nuevo Partido Comunista de los Trabajadores de España (entonces denominado "Comunistes Catalans-PCPE") mientras que el sector partidario de Carmelo Suárez se agrupó alrededor del PCPC en la Joventut del PCPC (Juventud del PCPC).
En el I Congreso del PCPC, celebrado en junio de 2013, Ferran Nieto fue elegido como Secretario General en sustitución del veterano Miguel Guerrero Sánchez, que ostentaba el cargo desde la fundación del PCPC en 1994. En 2016 fue elegido Sisco García después de que Nieto dejase el cargo por motivos personales. En el II Congreso Extraordinario del PCPC, celebrado el 13 de enero de 2018, fue elegido como nuevo Secretario General el veterano comunista Enric Lloret.
El PCPC se autodenomina en muchos comunicados como "partido nacional y de clase", en referencia a su consideración de Cataluña como nación desde una perspectiva comunista.

## Nacimiento

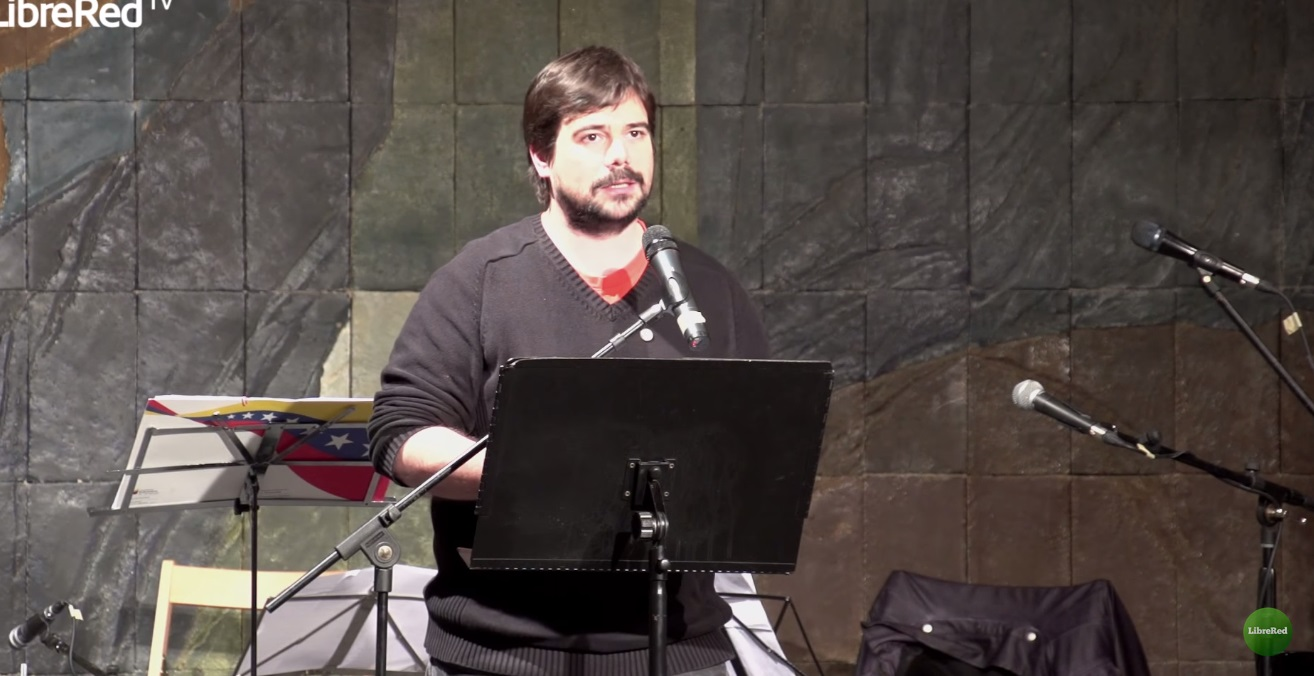
Ferran Nieto fue Secretario General del PCPC entre 2013 y 2016.

El PCPC nació tras la ruptura en 1994 de las relaciones entre el Partit dels Comunistes de Catalunya (PCC), que actuaba de referente en Cataluña del PCPE, con este. Sin embargo parte de su militancia, con dirigentes como Quim Boix o Miguel Guerrero a la cabeza, decidió dejar el PCC y constituir un nuevo Partido que siguiese siendo el referente catalán del PCPE.
Seguidamente, se pasaron al PCPC diferentes militantes y diferentes organizaciones locales del PCC, como la de Santa Coloma de Gramanet (Barcelona), donde se instaura hasta hoy su sede central. Ese mismo año Miguel Guerrero Sánchez fue elegido como primer Secretario General del PCPC, cargo que ostentaría hasta la celebración del I Congreso del PCPC en 2013.

## Desarrollo del PCPC
El PCPC impulsó y participó en la creación y desarrollo en 2002 de la Mesa de Refundación Comunista de Cataluña (MRCC), en la que también participó el entonces Comité Estatal de Organizaciones Comunistas, posteriormente convertido en el nuevo Partido Comunista de España (marxista-leninista), así como diferentes núcleos comunistas, destacando los miembros del barrio barcelonés de La Verneda.
Durante la existencia de la MRCC se organizaron debates, actos y diferentes actividades. También se organizó anualmente una cena en conmemoración de la Revolución de Octubre en un instituto de Barcelona. Esta cena pasó a ser organizada desde 2008 por el PCPC en solitario. Finalmente, la MRCC se disolvió ante la falta de avance y tras las diferencias insalvables de sus participantes, esencialmente sobre el modelo y la estrategia a tomar en el movimiento republicano.
El PCPC tiene fuertes lazos de amistad y cooperación con Lleida Treballadora (Lérida Trabajadora), un colectivo de inmigrantes de Lérida, el cual apoyó la candidatura del PCPC en las elecciones al Congreso de los Diputados de 2008, así como éste apoyó electoralmente la candidatura de Catalunya Treballadora (Cataluña Trabajadora) en la provincia de Lérida al Parlamento de Cataluña en 2006. El apoyo entre Lleida Treballadora y el PCPC en los diferentes procesos electorales ha sido recíproco desde ese año.
El PCPC también mantiene relaciones estrechas con el colectivo comunista Nosaltres Som (Nosotros Somos) de Tarragona, con el cual se presentaron candidaturas conjuntas en esta provincia a las elecciones al Parlamento de Cataluña de 2006.

## Actualidad desde el I Congreso
El I Congreso del PCPC tuvo lugar en junio de 2013. Poco después se produjo la salida de un grupo de militantes, tanto del PCPC como de los JCPC, por discrepancias con las relaciones mantenidas con el PCPE. Los militantes que abandonaron la organización argumentaron que había un proceso en marcha para liquidar al PCPC y acabar con su independencia orgánica con respecto al PCPE.
A raíz de la proclamación de la República Catalana en el Parlamento de Cataluña el 27 de octubre de 2017, el PCPC - tras reconocer la proclamación de la República - convocó un II Congreso Extraordinario que se celebró el 13 de enero de 2018, siendo elegido como Enric Lloret como nuevo Secretario General tras su celebración.
Asimismo, también mostraron su apoyo público a los políticos independentistas encarcelados como Jordi Sànchez, Jordi Cuixart o los ex-consejeros de la Generalidad de Cataluña como Oriol Junqueras, reconociéndolos como "presos políticos" y reclamando su puesta en libertad.

## Implantación
El PCPC tiene implantación en diferentes zonas de Cataluña como Lérida, algunos puntos de la provincia de Tarragona como Amposta y algunos puntos de Gerona como la localidad de Olot. Tienen especial implantación en la provincia de Barcelona, con una base importante de militantes en Hospitalet de Llobregat, la propia ciudad de Barcelona y Santa Coloma de Gramanet, donde tienen su sede central.

## Secretarios generales
| Período    | Secretario General      |
| ---------- | ----------------------- |
| 1994-2013  | Miguel Guerrero Sánchez |
| 2013-2016  | Ferran Nieto            |
| 2016-2018  | Sisco García            |
| Desde 2018 | Enric Lloret            |

## Posición del PCPC ante los referendos
- 2005: Referéndum sobre el Tratado de la Constitución Europea. Pide el "No".

- 2006: Referéndum sobre la reforma del Estatuto de autonomía de Cataluña. Pide el "No".

- 2017: Referéndum de independencia de Cataluña. Pide el voto nulo con la consigna: "¡Por una república socialista de carácter confederal! ¡Por una República Catalana fuera del imperialismo: salida de la OTAN, la UE y el FMI!"

## Resultados en las elecciones al Parlamento de Cataluña
| Elecciones y fecha                           | Votos | %    | Diputados (d) |
| -------------------------------------------- | ----- | ---- | ------------- |
| Elecciones al Parlamento de Cataluña de 2003 | 2.580 | 0,08 | -             |
| Elecciones al Parlamento de Cataluña de 2006 | 4.158 | 0,14 | -             |
| Elecciones al Parlamento de Cataluña de 2010 | 3.028 | 0,10 | -             |
| Elecciones al Parlamento de Cataluña de 2012 | -     | -    | -             |
| Elecciones al Parlamento de Cataluña de 2015 | -     | -    | -             |
| Elecciones al Parlamento de Cataluña de 2017 | -     | -    | -             |